# Marisol Valles
Marisol Valles García (Ciudad Juárez, 1990) fue la jefa de policía del Municipio de Práxedis G. Guerrero durante dos meses. Es estudiante de Criminología. Fue la única que aceptó el cargo en una de las zonas más peligrosas del país y numerosos medios de prensa le han apodado «la mujer más valiente de México».
El comandante de policía anterior, Manuel Castro, aceptó este cargo en enero del 2009, durando una semana en el cargo antes de ser secuestrado, torturado y decapitado. Desde Manuel Castro nadie había tomado el cargo, y con justa razón, ya que se temía que a la siguiente persona con ese cargo le ocurriera lo mismo. El nivel de compromiso que tiene Marisol no es sólo con su pueblo, sino también con su vida.
Dos meses después de acceder al cargo, Marisol Valles García pidió licencia por maternidad, y huyó a los EE. UU.; donde pidió asilo político.